# Yes featuring Jon Anderson, Trevor Rabin, Rick Wakeman
Yes featuring Jon Anderson, Trevor Rabin, Rick Wakeman is een Britse muziekgroep.
Het is een van de vele varianten van Yes, die in de loop der jaren is ontstaan. Yes werd geplaagd door veel personeelswisselingen, onderlinge ruzies (die soms bijgelegd werden) en reünies (vaak met opnieuw ruzie). In 2006 vond een kleine reünie plaats tussen Jon Anderson en Rick Wakeman; als gevolg van hun matige gezondheid konden zij een wereldtournee met Yes toen niet aan. 
De samenwerking tussen Anderson, Wakeman en Yes-gitarist tussen 1983 en 1995 Trevor Rabin werd in 2010 door Wakeman aangekondigd in het radioprogramma Planet Rock. Er gingen het gerucht dat drummer Bill Bruford mee zou doen, maar deze had al eerder aangekondigd, dat hij de muziekwereld definitief had verlaten. Eind 2010 kwam het trio bijeen, maar het wilde niet vlotten. Er werd wel gewerkt aan nieuw repertoire, maar het bleef stil, ondertussen werden wel concerten gegeven onder de bandnaam ARW. 
Een nieuwe aanzet voor het trio was het overlijden in 2015 van origineel Yes-bassist Chris Squire. Squire was de eigenaar van de naam Yes. Na zijn overlijden gaf zijn weduwe toestemming Yes te gebruiken door beide Yes-kampen, de andere zijnde aangevoerd door Yes-gitarist Steve Howe en Yes-drummer Alan White. De beide bands claimden dat zij de “echte” Yes waren, gevolgd door de bekende schermutselingen binnen het personeelsbestand van Yes; dan weer ruzieachtig en vervolgens vredelievend. 
De manager van Rick Wakeman en voormalige Yes-manager Brian Lane spoorde de drie aan er vaart achter te zetten. Vroeg in 2016 kwamen berichten dat het trio eind dat jaar op tournee zou gaan. Er zou ook weer gewerkt worden aan het al lang aangekondigde album, maar er was volgens Anderson te weinig tijd voor binnen de voorbereidingen van de concerten. De band legde de nadruk op de concerten en kwam in oktober met de toer onder de naam An evening of Yes Music and more. Bassist Lee Pomeroy en drummer Lou Molino III werden daartoe aangetrokken. ARW trok de gehele wereld over; het studioalbum werd in de ijskast gezet. 
In april 2017 kondigde het trio aan voortaan de opereren onder de naam Yes featuring Jon Anderson, Trevor Rabin, Rick Wakeman. Die naam hadden ze al eerder gebruikt bij optredens in Europa. Er volgde opnieuw een tournee onder de titel Quintessentiel Yes: The 50th anniversary tour, die liep van juni tot en met september 2018. Met name Rabin zag een langere reeks niet zitten. 
Op 7 september 2018 verscheen het livealbum Live at the Apollo; van het studioalbum is dan nog niets bekend.

## Discografie
- 2018: Live at the Apollo